# Сторчак Віталій Михайлович
Сторчак Віталій Михайлович (15 червня 1931 — 12 березня 2024) — Герой Соціалістичної Праці (1971)

## Життєпис
Народився 15 червня 1931 року в селі Радивонівка Велико-Богачського району Полтавської області в селянській родині. Закінчив Радивонівську середню школу, після чого Херсонський сільськогосподарський інститут ім. Цюрупи.
Трудову діяльність по направленню розпочав в червні 1955 року головним агрономом в радгоспі ім. Тельмана Широколанівського району Херсонської області. В жовтні 1955 року став головним агрономом Попелакської МТС Сиваського району Херсонської області. Після реорганізації МТС в 1957 році призначений на посаду начальника Сиваської районної сільськогосподарської інспекції.
З 1960 по 1994 рік — незмінний голова колгоспу «Степовий» Новотроїцького району.
Був делегатом з'їздів КПРС, КПУ, 10 років — членом обкому партії, 28 років — членом бюро райкому КПУ, 10 — років членом ЦК Компартії України.
Проживає в селі Одрадівка Новотроїцького району Херсонської області.

## Нагороди
- Почесний громадянин Новотроїцького району Херсонської області
- орден Леніна (1971)
- орден «Знак Пошани» (1967)
- орден Жовтневої революції (1973)
- орден Трудового Червоного Прапору (1977)
- Указом Президії Верховної Ради СРСР від 8 квітня 1971 року Сторчаку Віталію Михайловичу присвоєно звання Героя Соціалістичної праці.